# 岡田明重
岡田 明重（おかだ あきしげ、1938年〈昭和13年〉4月9日 - ）は、日本の経営者。三井住友銀行名誉顧問。三井住友銀行会長やさくら銀行頭取などを歴任した。現在は、一般財団法人交詢社理事、公益財団法人東芝国際交流財団理事を務める。

## 人物・来歴
東京大学法学部卒業後、三井銀行入行。初任地として京橋支店に配属。出納を任されテリトリーの、築地から持ち込まれる紙幣の生臭さに辟易する日々を過ごした。新橋支店長を経て、三井銀行と太陽神戸銀行との合併にあたっては、合併委員会事務局次長に就き、太陽神戸三井銀行発足後には総合企画部長などに歴任した。
1991年取締役に選出。専務在任時、橋本俊作頭取が全国銀行協会会長を務めた折には、企画担当役員として大蔵省や金融界との折衝や調整にあたり、住専処理による財政負担の軽減を図るべく、新たに基金を設立するため奔走した。この間、総合企画部長、日本橋営業部長、東京営業部長を委嘱された。
1997年、橋本頭取が任期1年を残し取締役相談役に退いたことを受け、役員序列12位の岡田が後任として抜擢された。この人事によって頭取のほか2人の副頭取も三井出身者が占めることとなった。翌98年8月には、三井物産、三井不動産、トヨタ自動車など三井グループ関連企業を対象として、3000億円の第三者割当増資の引き受けを要請。不良債権の処理負担や株価低迷で悪化していた財務基盤を強化する方途を執った。このほか、1999年3月にはam/pmとの提携に基づき、コンビニバンキング（後のアットバンク）を開始したほか、2000年9月設立の日本初のネット銀行であるジャパンネット銀行は口の端に上った。
1999年8月、第一勧業銀行、富士銀行、日本興業銀行の3行が経営統合を発表してから程なくして、お台場のヴィーナスフォートの開業式典の席で、かねてから親交が深い住友銀行頭取の西川善文に岡田から「私たちも何か考えなければいけませんね」と話を持ち掛けたところ、西川から「日を改めて一度お会いしましょう」との応答があった。その後、2人で合併について相談が持たれたことを契機に、間を置かず両行で内々に統合準備委員会が設けられ、同年10月14日、合併を発表した。
2001年4月、準備期間を当初予定していた2年半から1年早め、さくら銀・住友銀は合併。三井住友銀として発足。岡田は会長に就任し、翌年12月設立された金融持株会社である三井住友フィナンシャルグループでも同様に会長に就いた。2005年6月三井住友銀、三井住友FG各会長を退任した。

## 略歴
- 1957年（昭和32年）3月 麻布高等学校卒業
- 1963年（昭和38年）
  - 3月 東京大学法学部卒業
  - 4月 株式会社三井銀行入行
- 1991年（平成3年）6月 株式会社太陽神戸三井銀行取締役
- 1992年（平成4年）4月 株式会社さくら銀行取締役
- 1995年（平成7年）6月 株式会社さくら銀行常務取締役
- 1996年（平成8年）6月 株式会社さくら銀行専務取締役
- 1997年（平成9年）6月 株式会社さくら銀行取締役頭取
- 2001年（平成13年）4月 株式会社三井住友銀行取締役会長
- 2002年（平成14年）
  - 6月
    - ソニー株式会社取締役
    - 花王株式会社取締役

  - 12月 株式会社三井住友フィナンシャルグループ取締役会長
- 2003年（平成15年）6月 三井物産株式会社取締役
- 2005年（平成17年）6月
  - 株式会社三井住友銀行特別顧問
  - 三井不動産株式会社監査役
- 2006年（平成18年）6月
  - 株式会社ダイセル取締役
  - 株式会社ホテルオークラ監査役
  - トヨタ自動車株式会社監査役
- 2008年（平成20年）6月 三井生命保険株式会社取締役